# Concevreux
Concevreux é uma comuna francesa na região administrativa de Altos da França, no departamento de Aisne. Estende-se por uma área de 12,51 km². Em 2010 a comuna tinha 279 habitantes (densidade: 22,3 hab./km²).